# 馬里烏波爾大屠殺
馬里烏波爾大屠殺是指在俄罗斯入侵期间，俄罗斯联邦武装部队自2022年3月以来在顿涅茨克州马里乌波尔对乌克兰平民的大规模屠杀。
由於在戰役中馬里烏波爾被俄羅斯包圍，自2022年3月2日開始，该市断电、断水、断气、断暖气和移动通讯 。无法向城市运送水、食品、药品和儿童用品。截至3月21日，超过10万平民仍留在该市。平民被迫收集雨水饮用，食物在街头生火烹制，期間不時有平民被俄羅斯炮彈擊中，死者被埋在被炸毀庭院里的万人坑中。